# Florence Ezeh
Florence Edem Apefa Ezeh (Lomé, 29 dicembre 1977) è un'ex martellista togolese naturalizzata francese.

## Biografia
Ezeh ha rappresentato la Francia all'inizio della sua carriera partecipando a manifestazioni internazionali e migliorando per 6 volte il record nazionale di lancio del martello dal 1995 al 1999. Nel 2005 ha deciso di vestire i colori del Togo gareggiando in tutte le competizioni continentali.

## Record nazionali
Togolesi
- Lancio del martello: 62,75 m ( Reims, 8 luglio 2008)

## Palmarès
| Anno                            | Manifestazione           | Sede        | Evento              | Risultato | Prestazione | Note |
| ------------------------------- | ------------------------ | ----------- | ------------------- | --------- | ----------- | ---- |
| In rappresentanza della Francia |                          |             |                     |           |             |      |
| 1998                            | Europei                  | Budapest    | Lancio del martello | 14ª (q)   | 58,72 m     |      |
| 1999                            | Europei under 23         | Göteborg    | Lancio del martello | Oro       | 64,56 m     |      |
| 1999                            | Mondiali                 | Siviglia    | Lancio del martello | 16ª (q)   | 60,74 m     |      |
| 2001                            | Giochi della Francofonia | Ottawa      | Lancio del martello | Bronzo    | 64,53 m     |      |
| 2001                            | Mondiali                 | Edmonton    | Lancio del martello | 7ª        | 65,88 m     |      |
| 2001                            | Universiadi              | Pechino     | Lancio del martello | 7ª        | 63,59 m     |      |
| 2001                            | Giochi del Mediterraneo  | Tunisi      | Lancio del martello | Oro       | 64,59 m     |      |
| 2002                            | Europei                  | Monaco      | Lancio del martello | 4ª        | 68,03 m     |      |
| 2003                            | Mondiali                 | Saint-Denis | Lancio del martello | 28ª (q)   | 62,12 m     |      |
| In rappresentanza del Togo      |                          |             |                     |           |             |      |
| 2005                            | Giochi della Francofonia | Niamey      | Lancio del martello | 7ª        | 56,12 m     |      |
| 2007                            | Giochi panafricani       | Algeri      | Lancio del martello | Bronzo    | 59,55 m     |      |
| 2008                            | Campionati africani      | Addis Abeba | Lancio del martello | Argento   | 61,26 m     |      |
| 2009                            | Giochi della Francofonia | Beirut      | Lancio del martello | 8ª        | 57,19 m     |      |
| 2009                            | Mondiali                 | Berlino     | Lancio del martello | 35ª (q)   | 59,76 m     |      |
| 2010                            | Campionati africani      | Nairobi     | Lancio del martello | Bronzo    | 57,94 m     |      |
| 2011                            | Giochi panafricani       | Maputo      | Lancio del martello | 10ª       | 48,90 m     |      |